# João Estêvão da Bulgária
João Estêvão (em búlgaro:  Иван Стефан - Ivan Stefan) foi o imperador da Bulgária por oito meses entre 1330 e 1331. Ele era o filho mais velho do imperador Miguel Sismanes com Ana Neda da Sérvia, uma filha do rei Estêvão Milutino da Sérvia. Ele era descendente das dinastias Terter, da Asen e Sismanes, todas de origem parcialmente cumana. Depois da ascensão do pai ao trono em 1323, João Estêvão foi elevado a co-imperador. Quando Miguel se divorciou de Ana Neda para se casar com Teodora Paleóloga, a filha do imperador bizantino Miguel IX Paleólogo, em 1324, João foi confinado com ela num mosteiro. No verão de 1330, ele se tornou o imperador da Bulgária com a ajuda do tio, Estêvão Uresis III, mas foi logo deposto num golpe de estado pela nobreza de Tarnovo, fugindo com a mãe primeiro para os domínios de seu irmão, Belaur, em Nis e depois para Dubrovnik. Ele foi posteriormente expulso de lá por Estêvão Uresis IV a mando de João Alexandre.
É provável que ele tenha morrido em Nápoles.

## Ascensão ao trono
Durante a Batalha de Velebusdo contra os sérvios, o imperador Miguel Sismanes foi ferido, preso e acabou morrendo alguns dias depois no cativeiro. Em 2 de agosto, o rei sérvio Estêvão Uresis III se encontrou com uma delegação de boiardos búlgaros num local conhecido como Mraka e aceitou uma proposta de paz pela qual João Estêvão deveria se tornar o imperador, desistindo assim da ideia de unir a Sérvia e a Bulgária sob o comando de seu filho Estêvão. Porém, menos de um ano depois, Estêvão foi deposto e exilado na Fortaleza de Zvečan, onde morreu.
Depois que o acordo em Mraka foi alcançado, Ana Neda receberam ordens de ir para para a capital búlgara em Tarnovo. João Estêvão entrou na cidade e foi proclamado imperador na segunda metade de agosto de 1330. Embora ele estivesse com trinta e poucos anos, João reinou com a mãe por razões pouco claras.

## Resposta bizantina
Depois que João Estêvão ascendeu ao trono, a segunda esposa de Miguel Sismanes, Teodora Paleóloga, e seus filhos foram forçados a deixar capital e partiram para Constantinopla em busca de refúgio com o irmão dela, Andrônico III Paleólogo. Depois que as notícias sobre as mudanças em Tarnovo chegaram aos ouvidos de Andrônico, ele convocou um concílio e decidiu abandonar a guerra contra a Sérvia para poder lançar seus exércitos contra a enfraquecida Bulgária. O imperador bizantino justificou seu ataque a um ex-aliado afirmando estar defendendo os direitos de sua irmã e dos filhos dela ao trono búlgaro.
Andrônico invadiu a Bulgária a partir da Macedônia no verão de 1330. As cidades de Anquíalo, Mesembria, Aetos, Kteniya, Rusocastro e Diampolis se renderam sem luta e as hostilidades rapidamente cessaram.

## Deposição e anos finais
Durante seu governo, João Estêvão recebeu somente o apoio de seu tio Belaur, enquanto que o resto da nobreza hostilizava-o como sendo um protégé de Estêvão. Descontentes por causa do fracasso frente aos bizantinos, o protovestiário Rascino e o logóteta Filipe organizaram um golpe de estado em março de 1331. O déspota de Lovech João Alexandre foi escolhido como imperador pela nobreza logo em seguida.
João Estêvão fugiu com a mãe e o irmão para Nis, nas terras de Belaur, onde ficaram por um ano e meio. Em 1332, os João e a mãe se mudaram para Dubrovnik enquanto seus irmãos buscaram a ajuda da Horda Dourada e do Império Bizantino, sem sucesso. O pouco que se sabe sobre os últimos anos de sua vida é incerto.
De acordo com Detlev Schwennicke, João Estêvão seguiu com a mãe para o sul da Itália, onde ele teria se casado com a filha ilegítima do príncipe de Tarento, Filipe I, mas não teve filhos. Em 1342, ele teria se encontrado com o futuro imperador bizantino João VI Cantacuzeno durante a sua fuga de Constantinopla. Vinte anos depois, ele estaria numa prisão em Siena e parece ter morrido em Nápoles em 1373. Schwennicke defende também que ele morreu em 1373, mas em Slobitsa.